# Kanton Uri
Uri je eden od 26 švicarskih kantonov. Prevladujoči jezik v kantonu Uri je nemščina. Upravno središče je Altdorf.

## Geografija
Kanton leži v srednji Švici in pokriva področje doline reke Reuss med Vierwaldstadtskim jezerom in prelazom Gotthard. Skupna površina kantona je 1077 km². Na vzhodu meji na kanton Graubünden, na jugu na Ticino, na jugovzhodu na Valais, na zahodu na Kanton Bern, Nidwalden, na severu Schwyz in na severovzhodu Glarus.
Najvišja točka je 3630 m visok Dammastock.

## Zgodovina
Uri se prvič omenja leta 732, ko pripade opatiji Reichenau.
Leta 1291 sklene s kantonoma Schwyz in Unterwalden »zvezo prisege« proti Habsburžanom, ki postane temelj bodoče Švicarske konfederacije. Leta 1386 sodeluje v zmagi nad Avstrijci v bitki pri Sempachu. V obdobju Helvetske republike postane Uri del kantona Waldstätten. Leta 1803 si ponovno pridobi neodvisnost. Leta 1841 se vsled liberalnih reform združi s katoliškimi kantoni v tako imenovani Sonderbund. Sledi enomesečna državljanska vojna, ki se konča z zmago liberalcev in ukinitvijo Sonderbunda.